# Riu Sofia
El Sofia és un riu que discorre pel nord-oest de Madagascar, travessa la regió de Sofia, i desemboca a l'oceà Índic, a la badia de Mahajamba dividit en dos ramals. La seva font es troba a una altitud de 1.784 metres, al massís Tsaratanana. Té una longitud de 328 km (28.295 km²), passa prop de Bejabora, Ambalafomby, Betsilendry, Analanambe, Ambatomay, Berohitra, Ansatramalaza, Ambarataty, Ambalafotaka i Marivorano, la seva conca hidrogràfica limita amb la del riu Ramena al nord i amb la del Mahajamba al sud-oest, i té tres afluents destacables, el Mangarahara, l'Anjobony i el Bemarivo.